# Ralph Freeman (hijo)
Sir Ralph Freeman (3 de febrero de 1911-24 de agosto de 1998) fue un ingeniero civil británico, responsable del diseño del puente colgante del Humber, el más largo del mundo hasta 1998. Era hijo de Sir Ralph Freeman, diseñador del puente de la bahía de Sídney.

## Semblanza
Su padre era Sir Ralph Freeman, fundador de Freeman, Fox & Partners. Nació en 1911 en Graden, Hendon Avenue, Church End, Finchley, municipio de Barnet. Se educó en la Uppingham School de Rutland y en el Worcester College de la Universidad de Oxford. Como ingeniero civil, comenzó a trabajar en el diseño y la construcción de puentes en Sudáfrica y en la República de Rodesia, donde conoció a su esposa Joan Rose, antes de regresar a Inglaterra en 1939 y unirse a Freeman Fox & Partners, una firma de ingenieros consultores (llamada Douglas Fox & Partners antes de cambiar su nombre en 1938 en honor a Sir Ralph padre, que llegó a ser uno de los socios principales de la empresa).
Sirvió en los Ingenieros Reales durante la Segunda Guerra Mundial como capitán en el Establecimiento de puentes experimentales, situado en Christchurch (Dorset), donde estuvo involucrado en el desarrollo de un puente colgante militar apuntalado. También sirvió como voluntario en el Cuerpo de personal de ingeniería y ferroviario, brindando al ejército su experiencia en ingeniería, siendo nombrado mayor del cuerpo el 6 de octubre de 1953.
Posteriormente regresó a Freeman Fox & Partners, y finalmente se jubiló en 1979, después de haber trabajado en diversos grandes proyectos: las autopistas M2 y M5 en el Reino Unido, el puente Forth Road, el puente del Severn, dos puentes en el Bósforo y el túnel del puerto y los sistemas ferroviarios de transporte público de Hong Kong.
La cima de su carrera fue el puente colgante del Humber que, cuando se inauguró en 1981, era el puente colgante con el vano más largo del mundo, con una distancia de 1410 m entre sus dos torres de 155 m de altura.
Su hijo, Ralph (conocido como Anthony), que también se dedicó a la ingeniería civil, murió en julio de 1998 después de un accidente en el puente Vasco da Gama de Lisboa.

## Puentes destacados
|  |  |  |

## Reconocimientos
- Real Orden Victoriana
- Orden del Imperio Británico
- Presidió la Institución de Ingenieros Civiles entre 1966 y 1967.[6]